# Karl Wegener (Politiker)
Karl Wegener (* 5. Februar 1934 in Gladbeck; † 30. Juli 2022 in Lüdinghausen) war ein deutscher Politiker der CDU.

## Ausbildung und Beruf
Nach Erlangung der Fachhochschulreife besuchte Karl Wegener die Landwirtschaftsschule. Er absolvierte eine landwirtschaftliche Lehre im elterlichen Betrieb sowie eine Fremdlehre, die er mit der Gehilfenprüfung abschloss. Nach dem Besuch der Meisterschule wurde er Landwirtschaftsmeister und selbstständiger Landwirt.
Von 1966 bis 1999 gehörte er dem Vorstand der Viehvertriebs-Genossenschaft Lüdinghausen an, ab 1988 war er deren Vorsitzender. 1967 wurde er Vorsitzender des neu gegründeten Landwirtschaftlichen Betriebs-Familienhilfsdienstes und Maschinenrings Lüdinghausen, dieses Ehrenamt hatte er bis 1984 inne. Danach war er bis 1994 Kreisverbandsvorsitzender des Landwirtschaftlichen Kreisverbandes Coesfeld und des WLV-Bezirksverbandes Münster, daneben gehörte er dem Verwaltungsrat des WLV an.

## Politik
Karl Wegener war seit 1961 Mitglied der CDU. Er war Stadtverbandsvorsitzender der CDU Lüdinghausen und kooptiertes Mitglied des Kreisvorstandes der CDU Coesfeld. Von 1964 bis 1984 gehörte er dem Stadtrat von Lüdinghausen an, zeitweise war er dort Vorsitzender der CDU-Fraktion. Von 1969 an war er auch Amtsbürgermeister des Amtes Lüdinghausen, dies blieb er bis zur Auflösung des Amtes zum 1. Januar 1975. Nach der kommunalen Neugliederung gehörte er von 1975 bis 1990 dem Kreistag des Kreises Coesfeld an. Ferner war er Mitglied der Landschaftsversammlung Westfalen-Lippe.
1968 gehörte er der Gründungsversammlung des Wasser- und Bodenverbandes Stever-Lüdinghausen an, von 1983 bis 2002 war er deren Verbandsvorsteher.
Karl Wegener war vom 31. Mai 1990 bis zum 31. Mai 1995 direkt gewähltes Mitglied des 11. Landtages von Nordrhein-Westfalen für den Wahlkreis 094 Coesfeld I.

## Ehrungen
- 1994: Schorlemer Plakette in Silber
- 1997: Bundesverdienstkreuz am Bande